# Období Kofun

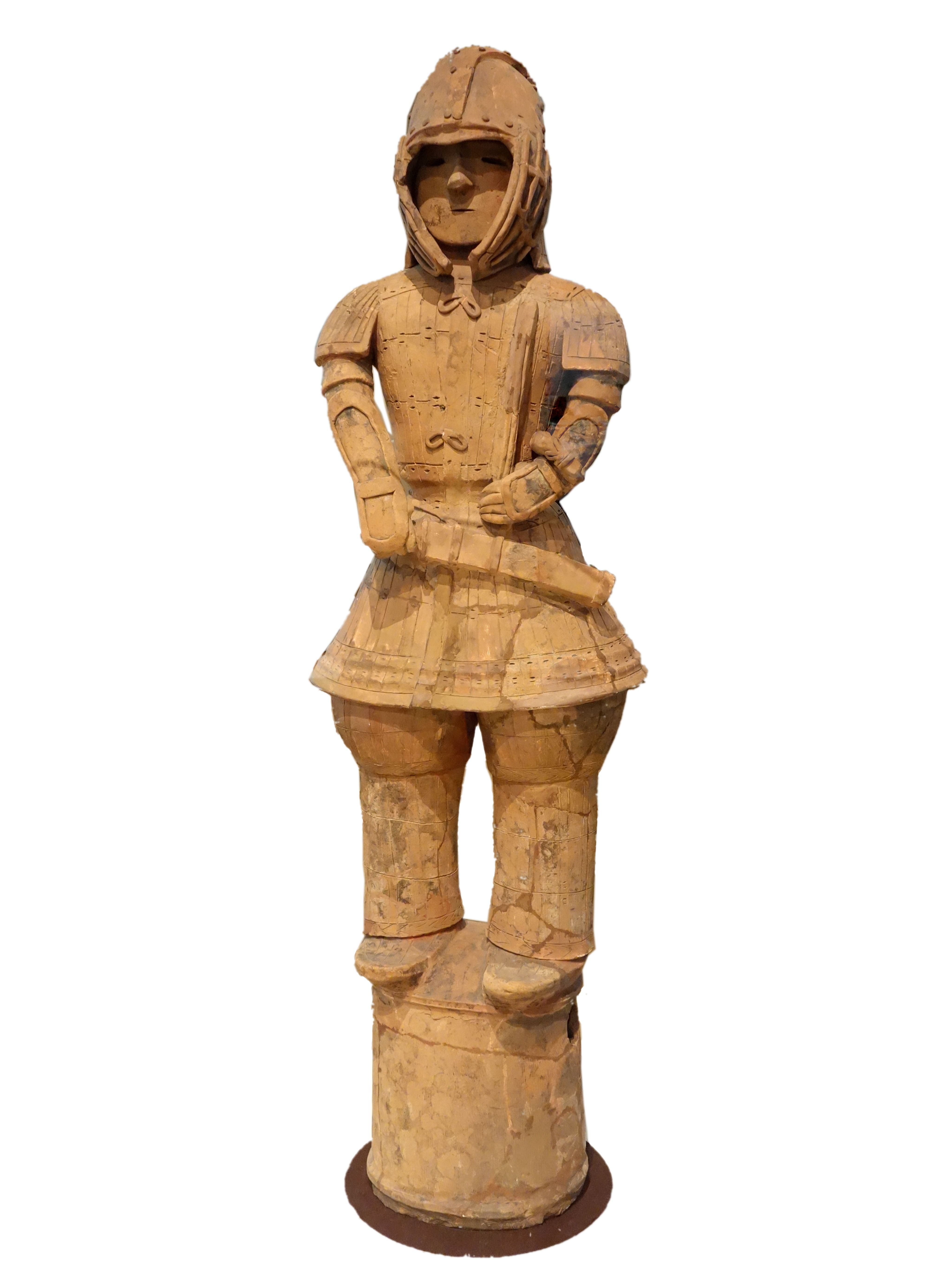
Terrakotová soška (haniwa) vojáka v brnění keikó

Období Kofun (japonsky 古墳時代, Kofun džidai) je označení pro historické období Japonska, které spadá do období Japonska 250 až 538 n. l. (datum příchodu buddhismu do Japonska). Předcházelo mu období Jajoi. Společně s následujícím obdobím Asuka bývá zařazováno do většího celku nazývaného období Jamato. Období Kofun je nejstarším obdobím Japonska, o němž existují písemné doklady. Vzhledem ke skutečnosti, že chronologie historických pramenů je do značné míry zkreslená, je třeba se při bádání spoléhat zejména na archeologické podklady. 
Název období pochází z japonského pojmenování megalitických hrobek či mohyl, které se v tomto období stavěly a nazývají se kofuny (古墳). Tyto hrobky měly řadu tvarů, z nichž nejjednodušší byly kruhový a čtvercový. Výrazným typem je forma klíčové dírky, jejíž přední část je čtvercová a zadní kruhová. Duté terakotové sošky nalézané často v okolí kofunů se nazývají haniwa (埴輪) a představují cenný materiál pro studium tehdejší kultury.
Bylo to období kulturního „dovozu“. V návaznosti na období Jajoi se období Kofun vyznačuje vlivem Číny a Koreje. Podle archeologů byla tato kultura společná napříč jižní částí Korejského poloostrova a ostrovy Kjúšú a Honšú. Na druhé straně v Japonsku vzniklo v období od poloviny 3. století v období Jajoi do 7. století v období Asuka asi 5000 těch nejblahobytnějších mohyl ve tvaru klíčové dírky, přičemž mnohé skrývaly veliké hrobky, zatímco v jižní části Korejského poloostrova jich bylo v době od 5. do 6. století vybudováno pouze 13 a jejich hrobky byly v porovnání s japonskými malé. V pohřebních mohylách z 5. století zde byly objeveny nástěnné dekorace a zbroj v japonském stylu, jež jsou charakteristické pro starší japonské pohřební mohyly. To dokazuje, že Japonsko a jih Korejského poloostrova se vzájemně ovlivňovaly.
V tomto období Japonci pravděpodobně vytvořili jednotný stát. V jihozápadní části Japonska došlo k vzestupu dynastie Jamato – již na počátku 4. století ovládala větší část ostrova Honšú. Podle kroniky Nihonšoki proniklo do království Jamato koncem tohoto období z korejského království Päkče nové náboženství – buddhismus. Současně došlo k převzetí čínského písma, ale jeho používání bylo omezeno pouze na obchodní styky s Koreou a císařskou Čínou. O životě v Japonsku v tomto období se lze dočíst pouze v čínských pramenech.

## Kofuny
Kofun (古墳) je starověká hrobka, nad níž je navršena mohyla z kamení nebo hlíny. Byly budovány od počátku 3. století do konce 7. století pro příslušníky vládnoucí třídy. Právě od těchto výrazných mohyl spojených s bohatými pohřebními rituály té doby je odvozen název období Kofun. Mohyly ukrývají velké kamenné pohřební komory. Některé obklopují vodní příkopy. 
Kofuny měly čtyři základní tvary, z nichž nejjednodušší byly kruhový a čtvercový, a dále následují tvar lastury a klíčové dírky. Právě forma klíčové dírky (前方後円墳, zenpó kóen fun), jejíž přední část je čtvercová a zadní kruhová, je výrazný typ, jaký lze najít pouze v Japonsku. Mnohé kofuny byly přirozené kopce, jež mohly být do své konečné podoby upraveny lidskou rukou. Velikost kofunů se pohybuje v rozmezí od několika metrů až do 400metrové délky. V pozdním období Kofun začaly být zvláštní pohřební komory, jež původně sloužily pouze pro vládnoucí vrstvu, budovány i pro příslušníky nižších vrstev. 
Za největší kofuny jsou považovány hrobky císařů, jako byli Ódžin a Nintoku. Kofuny se rovněž dělí podle toho, je-li vstup do kamenné pohřební komory svislý – tate-ana (縦穴) – nebo vodorovný – joko-ana (横穴).

### Vývoj

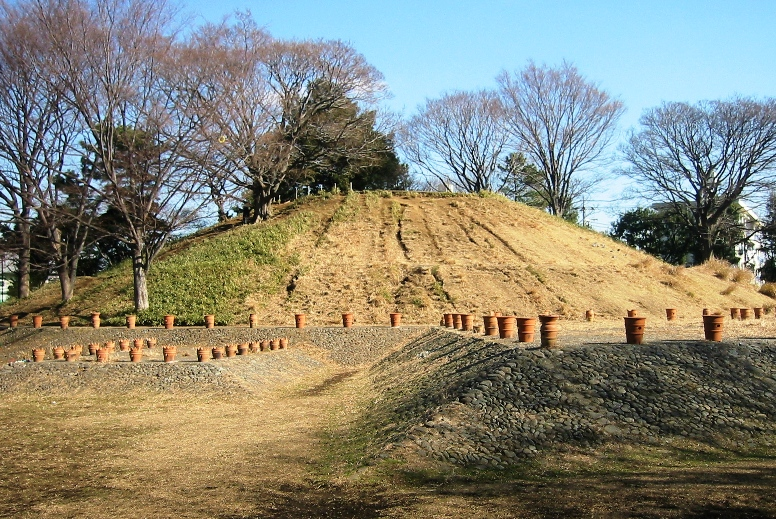
Megalitická hrobka z 5. století, jež se nachází v Tokiu.

Nejstarším japonským kofunem je údajně kofun Hokenojama ve městě Sakurai v prefektuře Nara na ostrově Honšú, který je datován do konce 3. století. Během 4. století byly v dnešní čtvrti Sakurai Makimuku vybudovány kofuny Hašihaka a Šibuja Mukaijama ve tvaru klíčové dírky. Tato forma se z rozšířila z provincie Jamato do provincie Kawači, kde vyrostly obří kofuny, jako je Daisen kofun, a poté během 5. století do celého Japonska. Kofuny ve tvaru klíčové dírky se později v 6. století přestaly budovat, pravděpodobně následkem drastických reforem na císařském dvoře. Podle kroniky Nihonšoki přišel v této době do Japonska buddhismus. Poslední dva velké kofuny jsou 190 m dlouhý kofun Imaširozuka v Ósace (o němž se historici domnívají, že je hrobkou císaře Keitaie) a 135 m dlouhý kofun Iwatojama ve Fukuoce, o němž se v zápisu Fudoki z Čikuga uvádí, že je hrobkou politického protivníka císaře Keitaie, Kimiho Iwaie († 528). Pohřební kofuny na ostrově Tanegašima a dvě velmi staré šintoistické svatyně na ostrově Jakušima napovídají, že tyto ostrovy tvořily jižní hranici státu Jamato.

## Císařský dvůr Jamato
Přestože skutečný počátek království Jamato je sporný, má se obecně za to, že tento útvar začal vznikat někdy kolem roku 250 našeho letopočtu. Stejně tak je obecně přijímán fakt, že jeho vládci byli pochováváni ve velkých kofunech ve tvaru klíčové dírky. Místní vládci a kmenoví náčelníci si podrželi jistou autonomii po celé toto období, zejména v království Kibi (dnešní prefektura Okajama), v provincii Izumo, v provincii Koši (dnes oblast Hokuriku, Kenu (dnes oblast Kantó), Čikuši (severní Kjúšú) a Hi (střední Kjúšú). Během 6. století začaly klany státu Jamato ovládat jižní část Japonska. Podle Knihy dynastie Sung začaly kontakty dvora Jamato s Čínou pravděpodobně koncem 4. století. 
Podle historika Jukihisy Jamaa odkazuje výraz království či stát Jamato na mocenskou strukturu králů založenou v centrální oblasti ostrova Honšú Kansai ve 4. a 5. století, jak ji dokládají kroniky Kodžiki a Nihonšoki. Název císařský dvůr Jamato vznikl jako synonymum, aby se Jamato odlišilo od řady dalších palácových hlavních měst, která během období Kofun existovala v jižní části planiny Jamato v prefektuře Nara. 
Stát Jamato se vyznačoval mocnými velkými klany (gózoku, 豪族) nebo široce rozvětvenými rodinami. V čele každého klanu stál stařešina (patriarcha neboli udži-no-kami, (氏上), který vykonával posvátné obřady uctívání klanových kami, aby zajistil dlouho trvající blahobyt a prosperitu klanu. Příslušníci klanu byli šlechtici, vrchol pyramidy tvořila královská linie, která ovládala dvůr státu Jamato. Klanoví náčelníci na ostrovech Kjúšú a Honšú začali být v druhé polovině období Kofun odměňováni dědičnými šlechtickými tituly kabane (姓), jež označovaly hodnost a politické postavení u dvora a nahradily příjmení. 
Období Kofun v japonské kultuře bývá někdy také nazýváno obdobím Jamato, neboť z místních náčelníků s omezenou mocí vznikla do konce této epochy císařská dynastie Jamato. A jak se jejím vládcům postupně dařilo ovládnout stále větší území, stalo se jméno Jamato posléze synonymem pro celé Japonsko. Nicméně klan Jamato vládl během období Kofun pouze jedinému státnímu útvaru mezi řadou dalších. Japonští archeologové zdůrazňují, že o nadvládu na ostrovech Kjúšú a Honšú soupeřily v té době různé místní monarchie, jako bylo království Kibi. Zdejší kofun Cukurijama je čtvrtý největší v Japonsku.

### Velcí králové

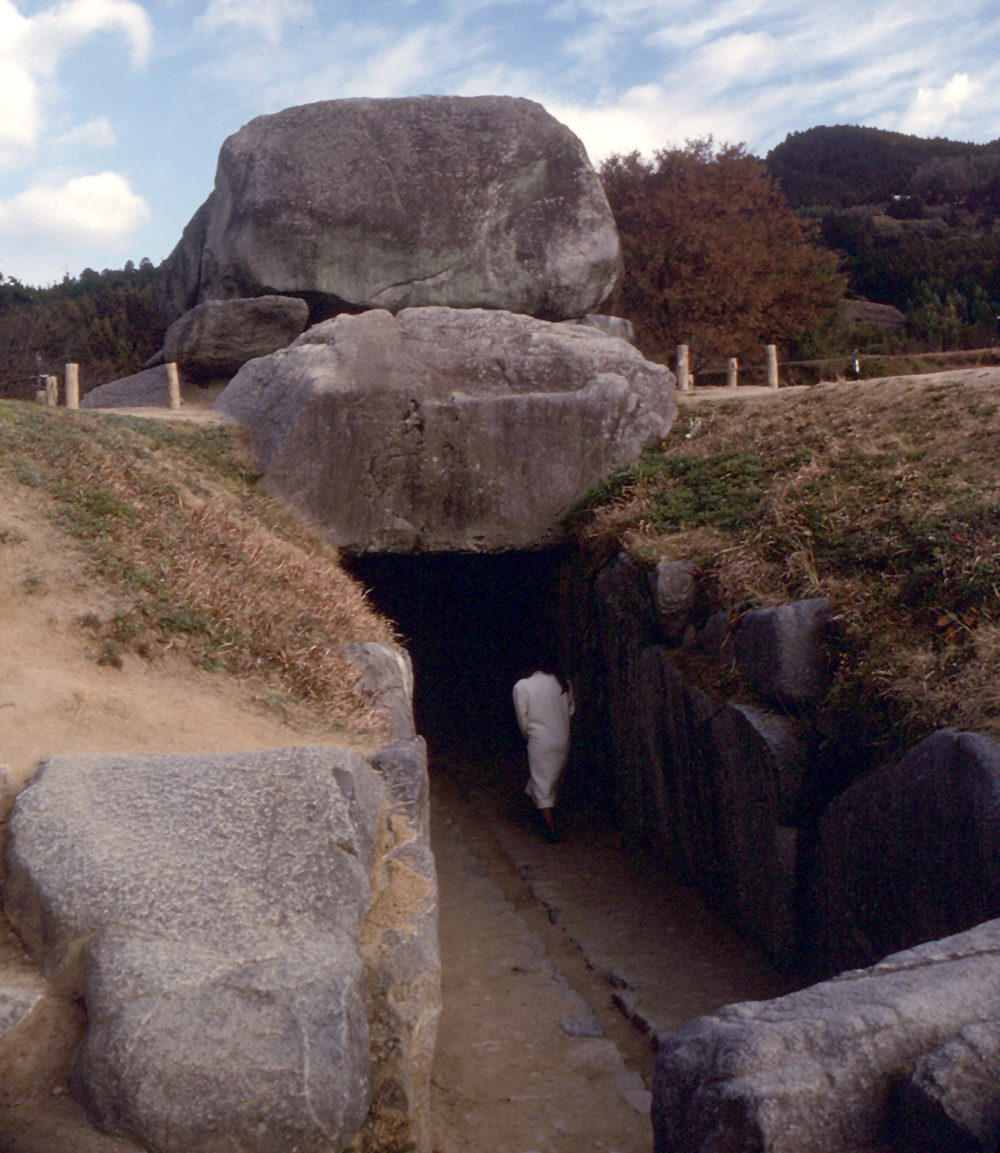
Otevřená mohyla Išibutai v prefektuře Nara. (Osoba uvnitř mohyly slouží k porovnání jejích rozměrů.)

Během období Kofun se rozvinula aristokratická společnost s válečnickými vládci. Toto období bylo rozhodující etapou ve vývoji Japonska v soudržný, všeobecně uznávaný stát. Nejrozvinutější byla tato společnost v oblasti Kinai okolo hlavního města Nary a ve východní oblasti Japonského Vnitřního moře. Japonští vládci opakovaně žádali čínský císařský dvůr o potvrzení svých královských titulů.
Zatímco oficiální titul vládce zněl běžně „král“, vládci dvora Jamato nazývali sami sebe v tomto období Ōkimi (大王) neboli „velký král“. Na nápisech na dvou železných mečích pocházejících z doby císaře Júrjaku a nalezených v hrobkách kofunů Inarijama a Eta Funajama stojí: Amenošita Širošimesu (治天下, vládnoucí Nebesům i Zemi) a Ókimi (大王), což naznačuje, že tito vládci uplatňovali Mandát Nebes. Titul Amenošita Širošimesu Ókimi (治天下大王), což znamená „velký král vládnoucí všemu pod nebesy“, se užíval až do 7. století, kdy jej nahradil titul Tennō (天皇) neboli japonský císař. 

### Klany
Řada místních náčelníků a vůdců klanů, kteří tvořili základ dvora Jamato, odvozovalo svůj původ buď od některé z větví císařské dynastie, nebo přímo od nějakého božstva (kami).  Archeologický doklad takových tvrzení byl nalezen na meči Inarijama, na nějž jeho majitel zaznamenal jména svých předků, aby dokázal, že je přímým potomkem prince Óhika (大彦命), o němž se v kronice Nihonšoki píše, že byl synem císaře Kógena. Mnohé klany spojovaly svůj původ s čínskou pevninou nebo Korejským poloostrovem.
V 5. století byl klan Kacuragi, potomci legendárního vnuka císaře Kógena, nejmocnější silou na císařském dvoře. Jeho příslušníci běžně uzavírali manželství se členy císařského rodu. Poté co jej koncem století postihl úpadek, nahradil ho klan Ótomo. Když pak císař Burecu zemřel bez následníka trůnu, pokusil se ministr Kanamura Ótomo vnutit císaři Keitaiovi na místo nového panovníka svého chráněnce, avšak neuspěl. Jelikož mu nevyšly ani další diplomatické záměry, odstoupil a počátkem období Asuka se k moci dostaly klany Mononobe a Soga. 

## Společnost

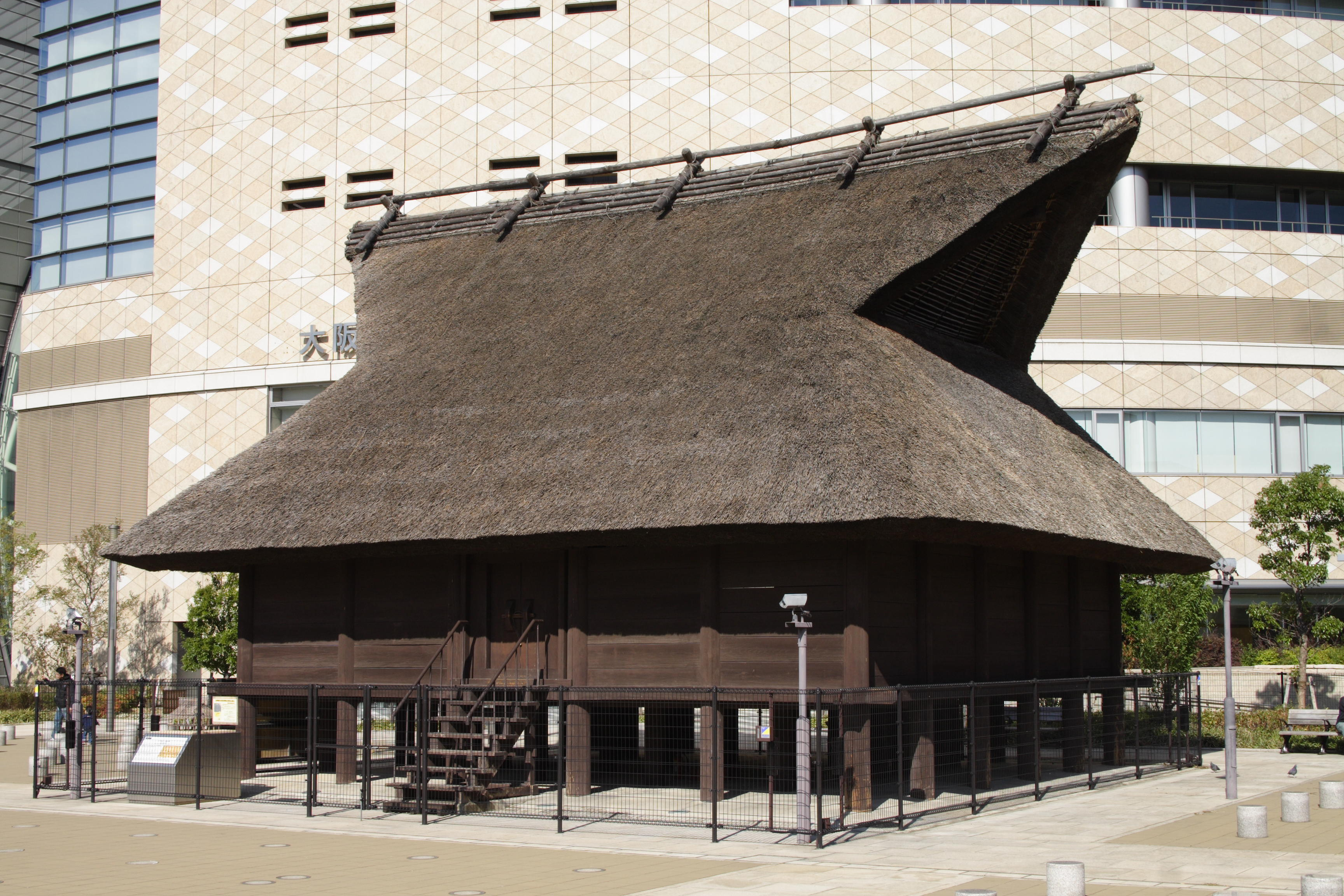
Rekonstrukce skladiště z období Kofun

V této době se v Japonsku usazuje množství čínských a korejských přistěhovalců, kteří do Japonska přinášejí svoji kulturu a technické znalosti. Naturalizovaní přistěhovalci se nazývali Toraidžin (渡来人 – v překladu „ti s předky jinde“).

### Toraidžin
Výraz Toraidžin označuje lidi, kteří se do Japonska přistěhovali z ciziny přes ostrovy Rjúkjú nebo přes Korejský poloostrov. Přinesli s sebou do nové vlasti řadu významných prvků čínské kultury, jako je čínské písmo nebo buddhismus (původem z Indie). Císařský dvůr si jejich znalostí a kultury cenil a poskytoval jim řadu výhod. Podle oficiálního genealogického registru Šinsen Šódžiroku z roku 815 mělo 317 z celkového počtu 1182 klanů v oblasti Kinai na ostrově Honšú předky v zahraničí. Podle tohoto adresáře mělo 174 klanů kořeny v Číně, 120 klanů v Päkče, 48 klanů v Kogurjŏ, 17 klanů v Sille a 9 klanů v kmenovém svazu Kaja. Na japonské ostrovy zřejmě přišli mezi roky 356 a 645. 

### Čínská migrace
Jak vyplývá z registru Šinsen Šódžiroku, který sloužil i jako adresář šlechtických rodů, měli čínští přistěhovalci u císařského dvora Jamato značný vliv. Podle tohoto registru mělo čínský původ 174 klanů. 
Podle Nihonšoki, přibyl klan Hata (potomci prvního čínského císaře Čchin Š’-chuang-tiho) do království Jamato v roce 403. Podle Šinsen Šódžiroku se jeho příslušníci během vlády císaře Nintokua rozptýlili do řady provincií, kde byli nuceni věnovat se hedvábnictví a zhotovovat hedvábí pro panovnický dvůr. Poté co u dvora Jamato vznikl úřad ministra financí, stal se vůdce klanu Ocučiči Hata vedoucím několika odborů a byl jmenován ministrem státní pokladny. Představitelé rodu byli zřejmě dvorskými finančními funkcionáři.
Roku 409 dorazil do Japonska prapravnuk císaře dynastie Chan Ling-tiho a zakladatel klanu Jamato-Aja, Omi Ači, spolu s přistěhovalci ze 17 okresů. Podle Šinsen Šódžiroku obdržel Ači svolení založit provincii Imaki. Potomci zakladatele dynastie Chan císaře Kao-cua, klan Kawači-no-Fumi, zavedli u dvora Jamato prvky čínského písma. 
Klan Takamuko jsou potomci císaře státu Wej Cchao Pchiho. Učenec a diplomat Kuromaro Takamuko dohlížel na reformu Taika.

### Korejská migrace
Ve 4. století se v Japonsku usadilo mnoho přistěhovalců z Koreje. Někteří z nich se stali předky japonských klanů. Podle kronik Kodžiki a Nihonšoki patří nejstarší záznam o přistěhovalci z království Silla legendárnímu princi z tohoto království Amenohibokovi, který se v Japonsku usadil v době vlády císaře Suinina, zřejmě v 3. či 4. století.
Království Päkče a Silla poslala své prince ke dvoru Jamato jako rukojmí výměnou za vojenskou podporu.    Král Murjong z Päkče (462–523) se narodil v provincii Čikuzen na ostrově Kjúšú jako dítě rukojmího a v Japonsku zanechal syna, který se stal předchůdcem menšího šlechtického klanu Jamato no Fubito. Podle historického textu Šoku Nihongi pocházela Niigasa Takano (asi 720 – 790), potomek krále Murjonga z Päkče v 10. generaci, jež byla vybrána jako konkubína pro císaře Kónina a stala se matkou císaře Kammua, z tohoto klanu. Císař Akihito v roce 2001 potvrdil svůj starobylý korejský královský původ právě prostřednictvím císaře Kammua.

## Kultura

### Jazyk

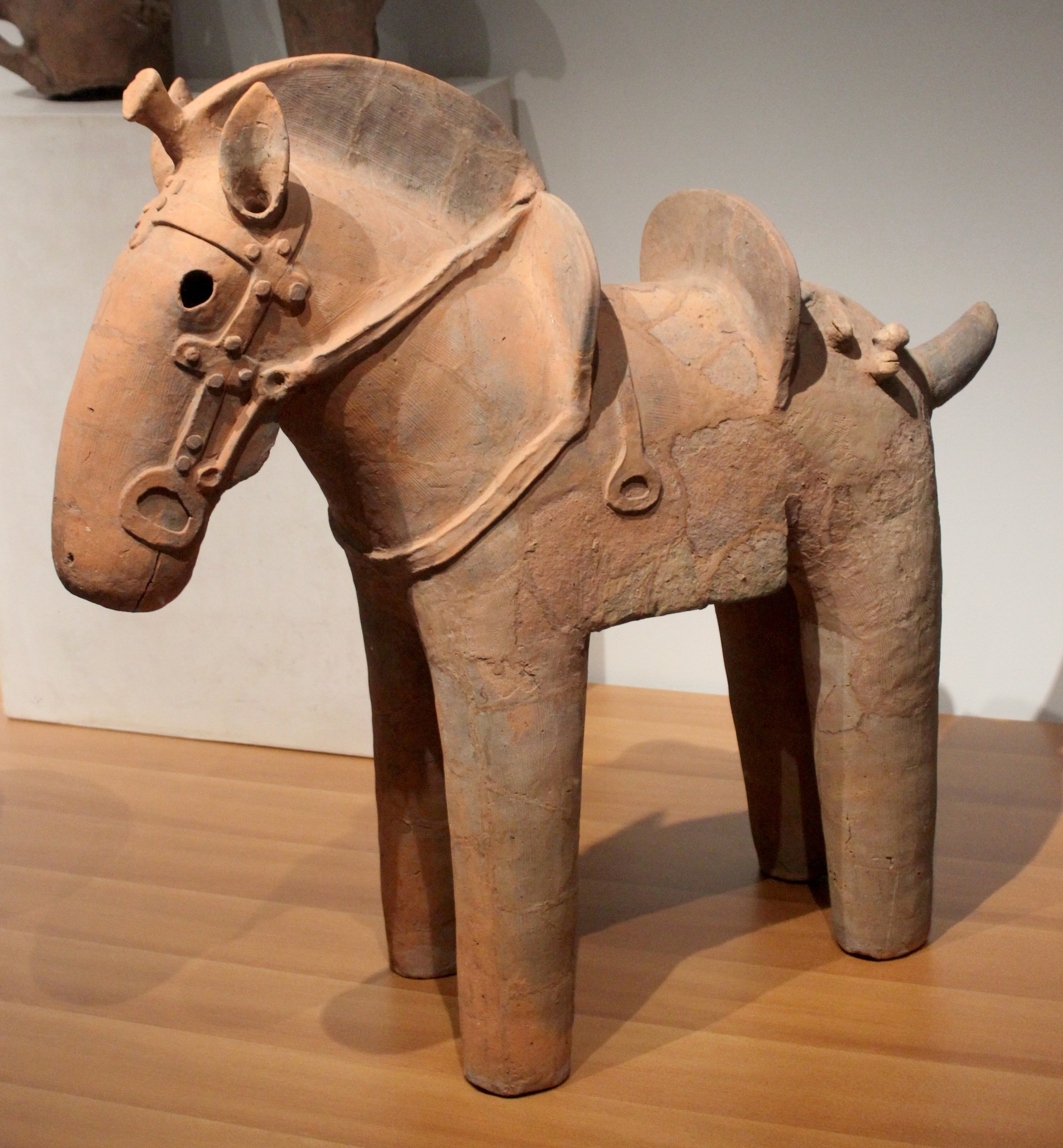
Terrakotová soška (haniwa) koně se sedlem a uzdou

Číňané, Japonci a Korejci zapisovali své historické záznamy hlavně čínskými znaky, což značně znesnadňuje vysledování původní výslovnosti. Přestože domorodí Japonci znali v té době písmo jen velmi omezeně, zdá se, že japonská elita stále více oceňovala literární dovednosti cizinců. Meč Inarijama, který je orientačně datován do roku 471 či 531, na sobě nese nápis provedený jeho majitelem čínskými znaky stylem, který se v té době používal v Číně.

### Haniwa
Příslušníci tehdejšího japonského jezdectva měli zbroj, meče a další zbraně a využívali pokročilé vojenské metody podobné těm, které se používaly v severovýchodní Asii. Důkazy tohoto pokroku lze pozorovat na terakotových soškách zvaných haniwa (埴輪, hliněný kruh), což byly zřejmě terakotové obětiny rozmístěné v kruhu na a kolem hrobek vládnoucí elity. Nejvýznamnější z těchto sošek byly nalezeny na jižním Honšú, především v oblasti Kansai (Kinai) a na severním Kjúšú. Hrobové obětiny Haniwa měly podobu koní, ptáků, kuřat, vějířů, domů, zbraní, štítů, slunečníků, podušek, mužů i žen. Symbolem císařské moci se stal další z pohřebních předmětů – klenot magatama (勾玉, zakřivený klenot). 

### Přejímání hmotné kultury
Velká část dochované hmotné kultury z období Kofun dokazuje, že Japonsko bylo v úzkém politickém a ekonomickém styku s pevninskou Asií, zejména s jižními čínskými dynastiemi. Dělo se tak přes Korejský poloostrov. Na obou stranách Cušimského průlivu byla nalezena bronzová zrcadla odlitá ze stejné formy. Čínští přistěhovalci, o nichž se zmiňují starověké japonské zápisy, s sebou do Japonska přinesli zavlažování, hedvábnictví a tkalcovství. Příslušníci čínského klanu Hata zavedli v Japonsku hedvábnictví a určité druhy tkaní.

## Galerie

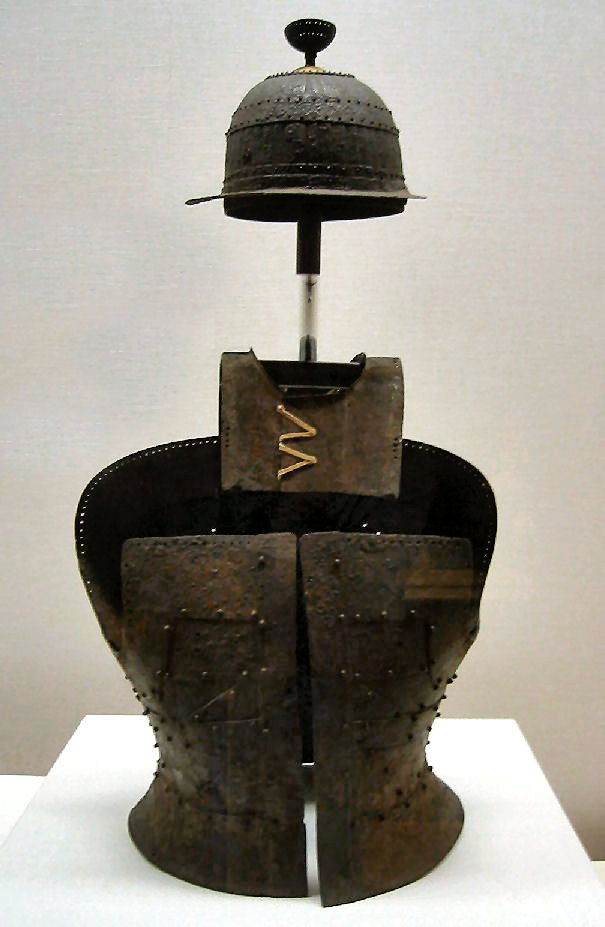
Železná přílba a zbroj se zdobením z pozlaceného bronzu z 5. století (Národní muzeum v Tokiu)
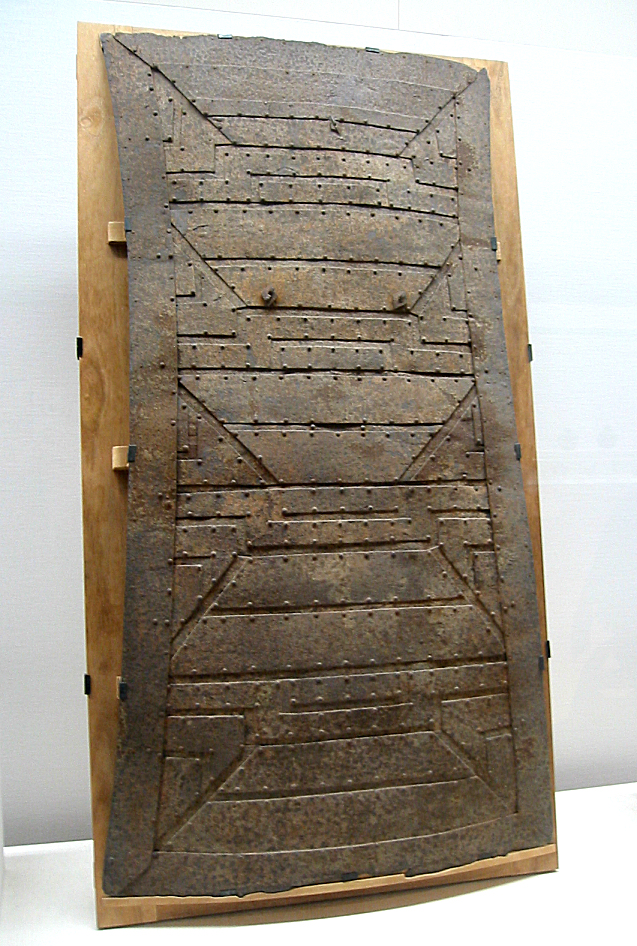
Štít z období Kofun
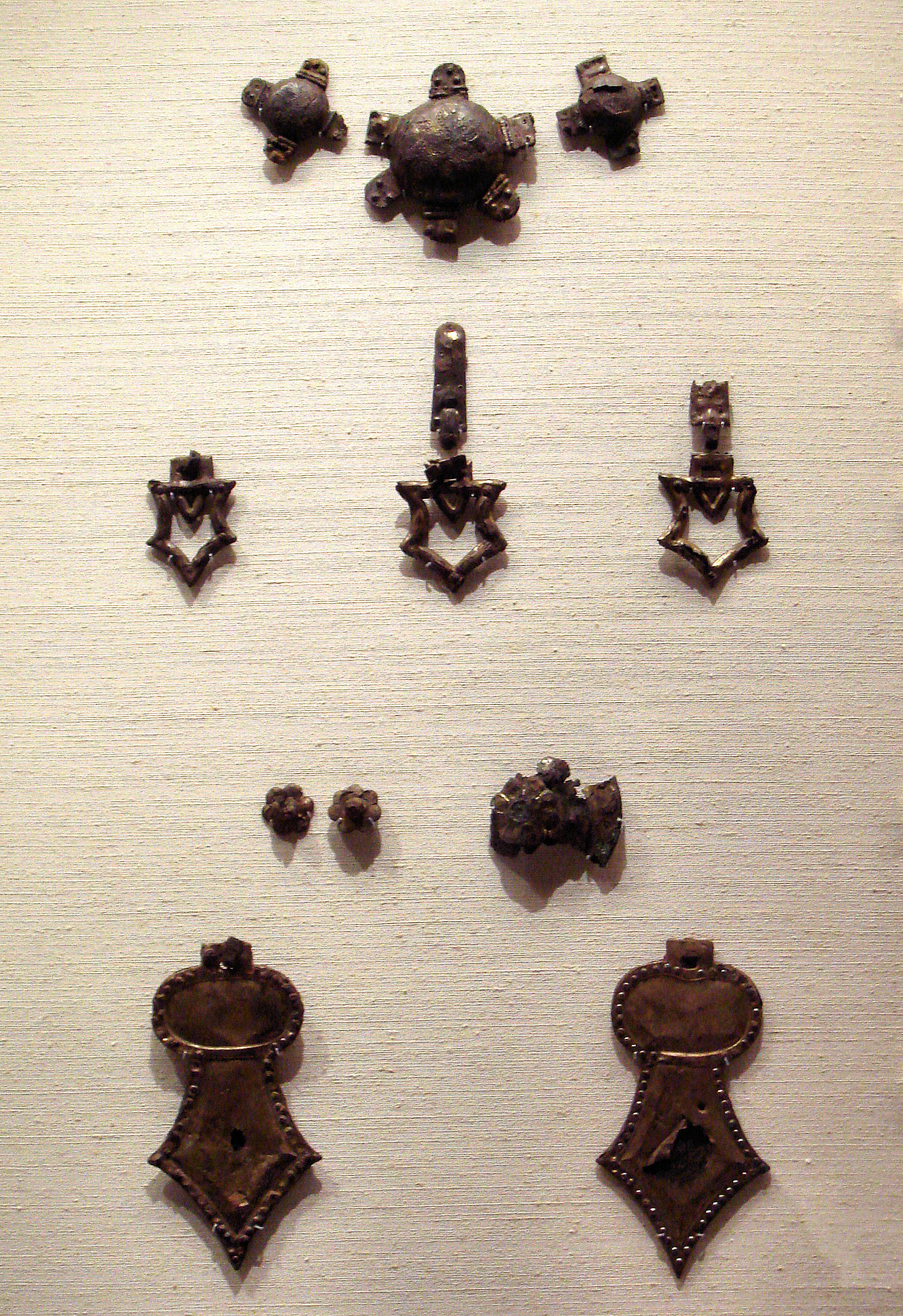
Šperky z období Kofun v Britském muzeu
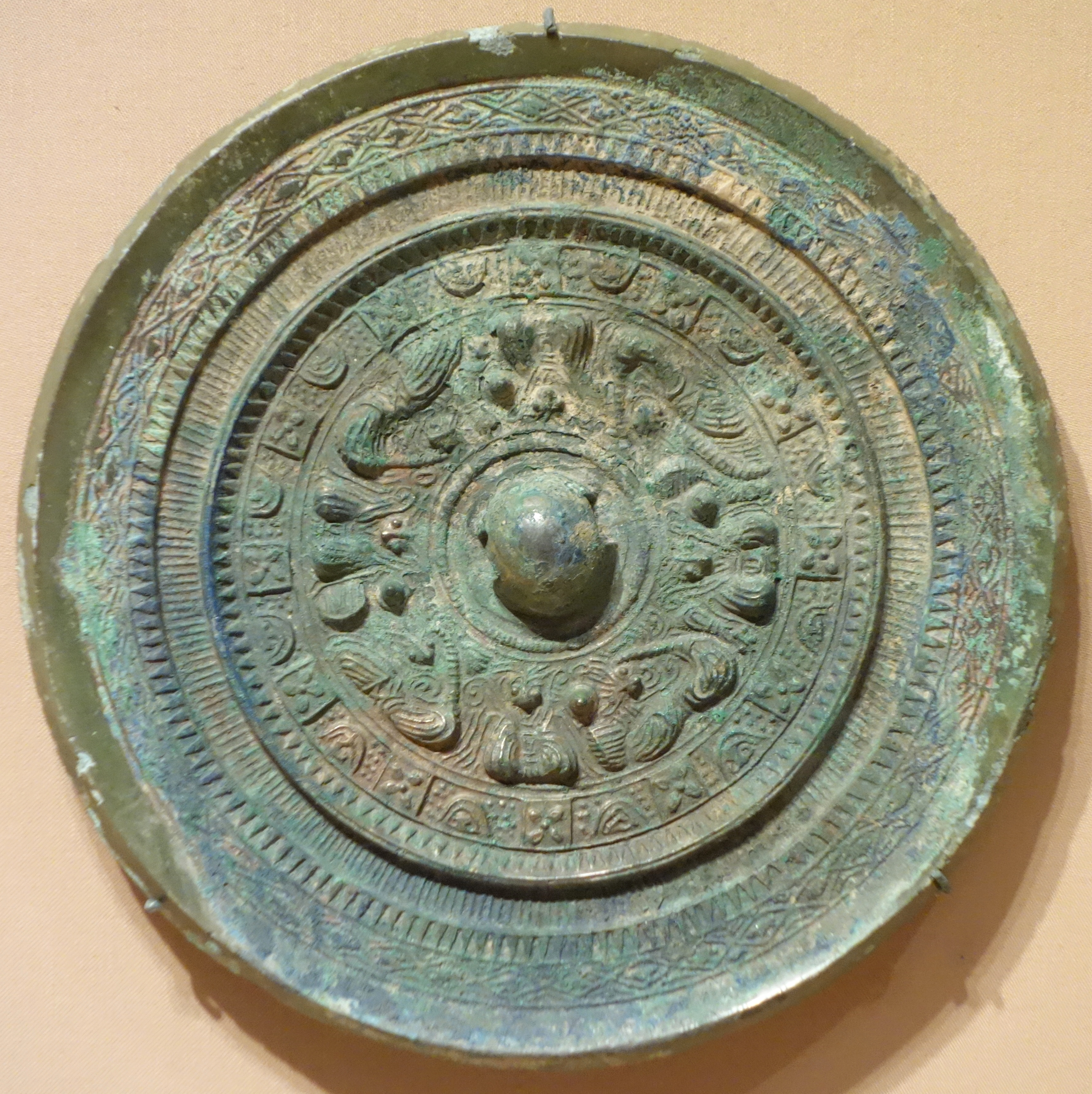
Bronzové zrcadlo z období Kofun
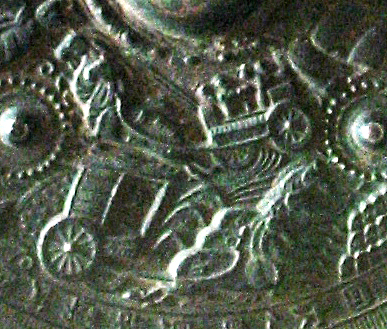
Detail vozů na čínském bronzovém zrcadle dovezeném do Japonska v období Kofun